# Věra Machoninová
Věra Machoninová (rozená Větrovská; * 27. září 1928 Strakonice) je česká architektka, se svým manželem Vladimírem Machoninem tvořila ve stylu brutalismu. Jejich realizovaných návrhů není mnoho, zato jsou nepřehlédnutelné. Nejvíce se stala proslulou návrhem budovy obchodního domu Kotva v Praze.

## Život
Narodila se ve Strakonicích a roku 1947 maturovala na reálném gymnáziu v Jičíně. Poté nastoupila na fakultu architektury a pozemního stavitelství na ČVUT, kterou ukončila v roce 1952.
Po absolvování vysoké školy pokračovala do Státního projektového ústavu v Praze, roku 1967 však ústav opustila a společně se svým manželem ing. arch. Vladimírem Machoninem založila Architektonický ateliér Alfa, který s dalšími třemi ateliéry vytvořil Sdružení projektových ateliérů v Praze. Úspěchy ateliéru v soutěžích je ovšem neochránily před komunistickou zvůlí. Spíše naopak, zvláště když Machoninovi nepodepsali souhlas se sovětskou okupací. Po roce 1970 se nemohli účastnit architektonických soutěží ani publikovat. Sdružení projektových ateliérů zaniklo. Bez soutěží nejsou zakázky, takže musela začít pracovat v Projektovém ústavu hlavního města Prahy, převážně jako dozor u rozpracovaných projektů. Kromě toho se věnovali méně exponované interiérové tvorbě.
Listopad 1989 přinesl manželům Machoninovým naději na obnovení jejich činnosti, ale o rok později Vladimír Machonin zemřel a jejich éra společného díla se definitivně uzavřela.
V roce 1991 založila vlastní architektonickou kancelář – Ateliér Alfa, která je dodnes aktivní pod jejím jménem. Věnuje se především menším zakázkám a autorským přestavbám a úpravám vlastních návrhů domů, kterým se svým manželem věnovala celoživotní usilí.
V roce 2006 jí byla udělena cena Grand Prix Obce architektů, která je nejprestižnější ve svém oboru v Česku. Roku 2014 byla oceněna Poctou České komory architektů.
Dosud největším oceněním se architektce dostalo obdrženou cenou Ministerstva kultury ČR za přínos v oblasti architektury.
Její tvorba je široce uznávána, zejména pak odbornou veřejností pro svůj osobitý styl a rukopisem na tehdejší poměry vysoce prozápadním, nadčasovým a mimo jiné také pro experimentování s novými materiály a technologiemi, což bylo v tehdejší době neobvyklé a mimořádně složité. Má mnoho příznivců a obdivovatelů - mezi nejznámější osobnosti se řadí například umělec a raper Vladimir 518 nebo televizní moderátor Jakub Železný.
Se svým manželem má tři dcery, jedna se stala architektkou, dvě jsou lékařky.

## Dílo
Už čtyři roky po ukončení studia na ČVUT získala se svým manželem první cenu v soutěži na Dům kultury v Jihlavě, k němuž náležel i rozsáhlý areál. Roku 1964 vyhráli další architektonickou soutěž, tentokrát na areál Mezinárodního hotelu a festivalového kina v Karlových Varech, který zahrnoval několik sálů, hotel, restaurace a další prostory, včetně padesátimetrového bazénu. Usilovala také o budovu univerzity v Dublinu; její tým získal třetí místo (1966).

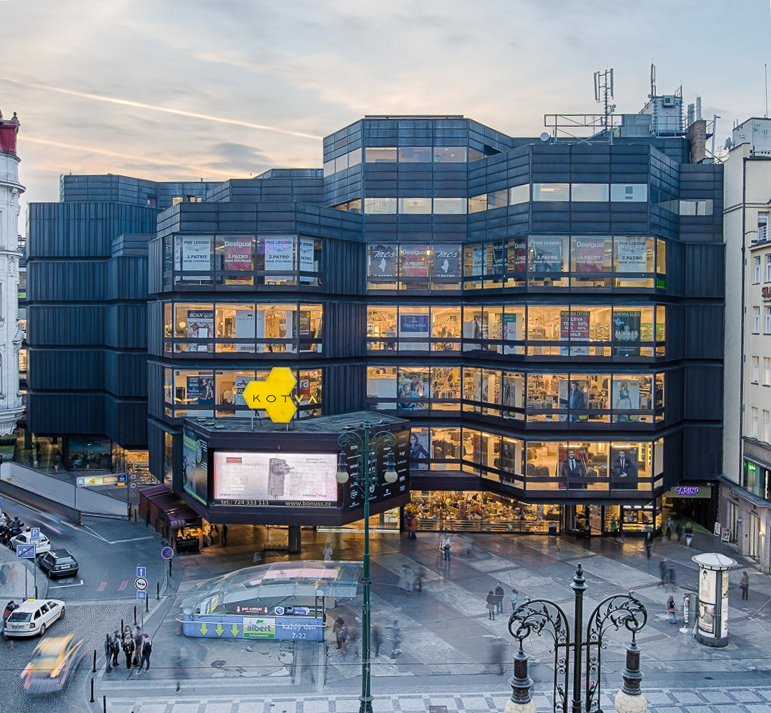
Obchodní dům Kotva v Praze

Architektonický ateliér Alfa, který založila s manželem po odchodu ze Státního projektového ústavu, dostal hned v roce 1968 nabídku na Dům bytové kultury v Praze, který byl zaměřen na prodej designového nábytku. Realizace trvala jedenáct let. Velkým úspěchem bylo první místo v architektonické soutěži na obchodní dům Kotva na pražském Náměstí republiky. V témže roce zvítězil i jejich návrh na budovu velvyslanectví ČSSR v tehdejším východním Berlíně.
Kvůli několikaletým prodlevám i celkové pomalosti stavění za socialismu realizace jejich vítězných projektů ze 60. let probíhala až v době, kdy už naplno vítězila normalizace, takže pokud jejich jméno proniklo na veřejnost, byli oba architekti nezasvěcenými považovány za přisluhovače režimu. Svým dílem k tomu přispěl i jejich architektonický styl – silový, mohutný, pádný, často ne zcela citlivý k okolní zástavbě. I jejich vlastní dům ve svahu nad Smíchovem je ukázkou čistého brutalismu, Přesto jejich díla nelze řadit k politicky exponovaným stavbám, natož je přirovnávat k bizarnostem, které si prosadili komunističtí papaláši. Vždy se jedná o svébytnou, unikátní budovu, dobře plnící účel. I nejkontroverznější dílo – komplex Thermal, bez kterého by se karlovarský filmový festival dodnes neobešel, ukazuje na propojenost s tehdejší evropskou architekturou.
Po smrti svého manžela Vladimíra Machonina pracovala sama ve své vlastní kanceláři Ateliér Alfa, kde dále úspěšně projektovala. Kromě rodinných a bytových domů navrhovala ke všem budovám také interiér ladící ke stylu budovy, vznikla tím mimo jiné i řada originálního sedacího zařízení, dodnes vídaného na tematických výstavách.
Většina prací manželů Machoninových zůstala pouze v soutěžních projektech. Podílela se na projektech také s jinými architekty, například s Karlem Pragerem nebo Břetislavem Tomášem.
Brutalistická architektura je výrazná a dominantní, proto byly tyto stavby z masivního betonu často kritizovány pro ignorování okolní zástavby. Tomu se nevyhnula ani Věra Machoninová. Její návrhy mnohdy vyřešily problémy, se kterými se ostatní neuměli vypořádat. (Při projektování Kotvy dosáhla například velké prodejní plochy na poměrně malé parcele. Také její návrh zahrnoval tehdy naprostou novinku – podzemní garáže.) Veřejnost však většinou nedoceňuje osobitá gesta brutalistních architektů.

## Realizované projekty

### S manželem
- Dům kultury v Jihlavě (projekt 1956, realizace 1961)Dům bytové kultury v Praze

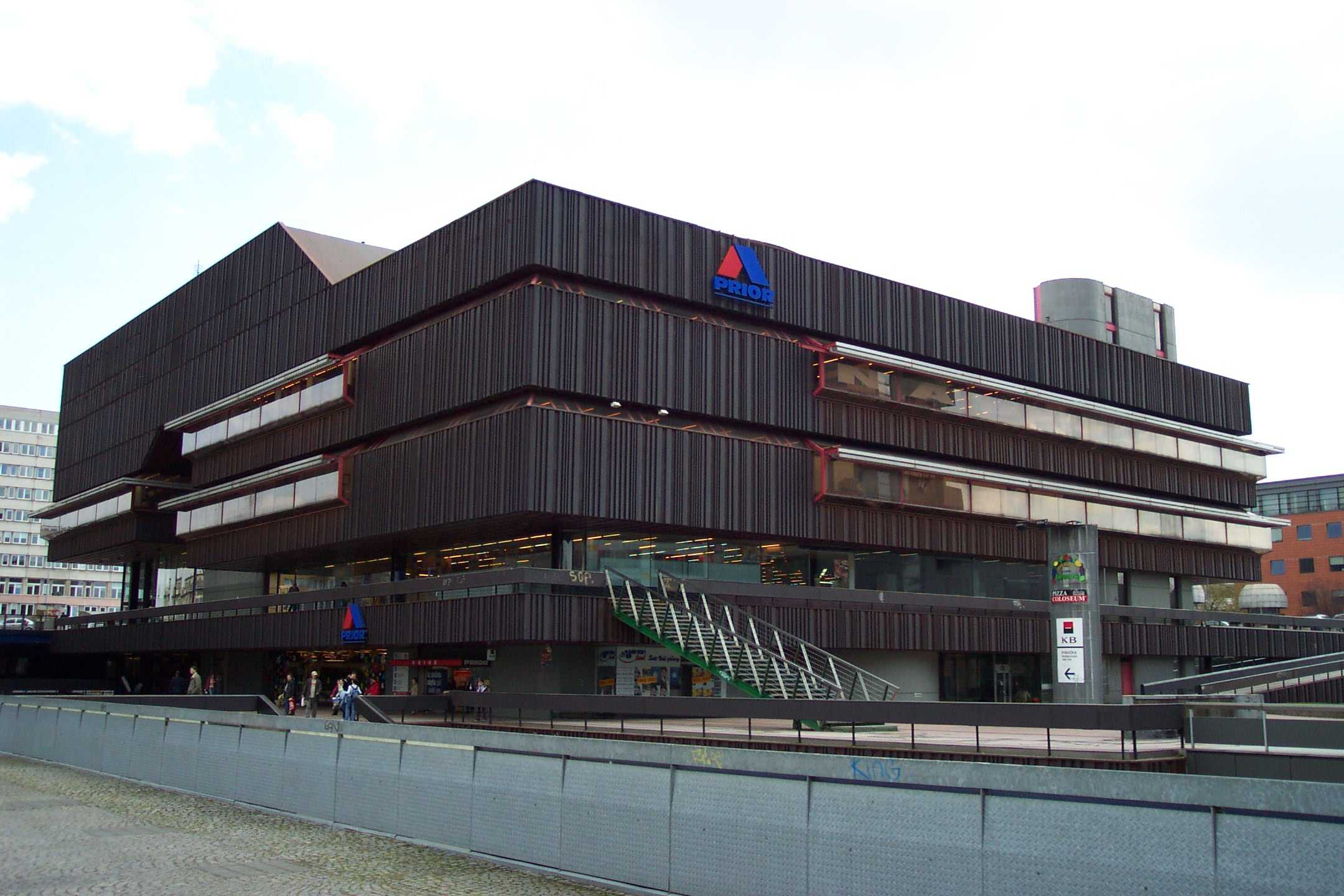
Dům bytové kultury v Praze

- Areál Mezinárodního hotelu a festivalového kina v Karlových Varech (projekt 1964, realizace 1977)
- Dům bytové kultury v Praze (projekt 1968, realizace 1977)
- Vlastní dům (1968–1978), Praha 5
- Dům Otomara Krejči v Praze 6 - Bubenči, Štursova (1969–1976)
- Obchodní dům Kotva v Praze (projekt 1970, realizace 1974)
- Budova velvyslanectví ČSSR v Berlíně (projekt 1970, realizace 1978)
- Ubytovna podniku Teplotechna v Praze, Ječná 243 (1978 - 1984)

### Sama
- Budova nové základní školy v Nebušicích (realizace 1955-1958)

- Centrální náměstí města Štětí (1996)
- Centrum města Jablonec nad Nisou (1999)

## Ocenění
- Cena za celoživotní dílo Grand Prix Obce architektů za rok 2006
- Pocta České komory architektů za rok 2014[7]
- Cena Ministerstva kultury za přínos v oblasti architektury za rok 2017